# Памятники Будённовска
Список будённовской городской скульптуры представляет собой перечень всех произведений скульптуры, установленных на улицах или площадях, в парках или скверах Будённовска. В список не включены архитектурные и культовые объекты города.

## Памятники советской эпохи
- Памятник В. И. Ленину в полный рост на центральной площади, установлен в 1946 г. Автор неизвестен, изготовлен из бетона.
- Могила И. А. Кочубея на городском кладбище № 1 (старое кладбище)
- Памятник И. А. Кочубею. Новый памятник установлен на месте старого в 1980-х годах. Находится по улице им. Кочубея, в сквере, также носящем его имя. Высота постамента 2,25 метра; фигура героя в пояс высотой 3,3 метра. На поясном ремне кинжал. Надпись на постаменте из одного слова «Кочубей». Без ограды. Авторы памятника — братья Роберманы из Кисловодска.
- Памятник борцам революции. Братская могила партизан, погибших в годы Гражданской войны в парке «Борцов Революции». Каменный обелиск установлен в 1922 году по инициативе уездного исполкома совета рабочих и крестьянских депутатов. Автор неизвестен. Захоронены в братской могиле 8 коммунаров сельхозкоммуны «Заря социализма», председатель уездного исполкома, работник уездного комитета комсомола, погибшие от рук белогвардейцев в 1920 году. Надпись на обелиске: «Здесь похоронены красные партизаны, погибшие в Гражданскую войну 1918 года. Вечная слава сынам и дочерям советского народа, отдавшим свою жизнь за свободу и независимость нашей Родины».
- Бюст С. М. Будённого. Установлен в октябре 1977 года. Находится на пересечении улицы Пушкинской и проспекта Будённого. Авторы памятника — скульптор Буримов и архитектор Чемерисов. Постамент украшает плита из белого мрамора, на которой высечены силуэты красных конников.
- Памятник изображавший склонившуюся с цветами девочку. В память о жертвах фашистской оккупации города с августа 1942 по январь 1943 года. В течение 146 дней было расстреляно 1762 горожан. Памятник стоит по улице Советской (район школы № I), на месте гибели жителей Будённовска.
- Мемориал «Родина Мать». Посвящён прикумчанам не вернувшимся с Гражданской и Великой Отечественной войн. Возведён из гранита за счёт собранных народом денег. Торжественное открытие состоялось 2 ноября 1967 года. Авторы памятника архитектуры — братья Лев и Марк Роберманы из Кисловодска. Надпись: «Вечная память павшим за свободу и независимость Советской Родины».
- Стела «Самолёт» на углу парка им. Гагарина. В память лётчикам Великой Отечественной войны.
- Танк Т-34 на постаменте у горвоенкомата. В память танкистам-освободителям Великой Отечественной войны.
- Скульптура «Молекула» — памятник химикам Прикумья. Поставлен возле дороги, немного не доезжая до завода «Пластмасс» («Ставролена»). Народное прозвище — «Лошарик» (лошадь-шарик).
- Статуи в парке им. Лермонтова. В 1932 году активной группой города был заложен первый городской парк отдыха (в районе школы № 1), который в 1939 году, в связи со 125-летнем со дня рождения М. Ю. Лермонтова, назвали именем поэта. В середине 1980-х, установлена памятная скульптура М. Ю. Лермонтову. И здесь же, в парке разместили «железных» персонажей из произведений поэта (в том числе «Демона»).

## Современные памятники
- Памятник воинам-штурмовикам — самолёт СУ-25, невдалеке — боевой вертолёт. Расположен На территории парка 200-летия города, рядом с городской поликлиникой. На плите памятника находятся фотографии с именами и фамилиями погибших членов экипажей во время Афганской и Чеченской воин. Под фотографиями помещена надпись: «Воинам — штурмовикам — людям самоотверженной и мужественной профессии, отдавших жизнь за ОТЕЧЕСТВО.»
- Памятник воинам — авиаторам. Установлен памятник 14 июня 1996 года на месте гибели 10 сотрудников вертолетной части, попытавшихся дать отпор чеченской банде Басаева в июне 1995 года
- Памятник погибшим милиционерам. Поставлен около здания Будённовского ОВД на средства работников ОВД города и края. Представляет собой пять устремлённых в высь пилонов, поддерживающих кольцо из нержавеющей стали, на котором установлены мраморные плиты с выгравированными портретами 18 сотрудников милиции, погибших в «чёрные дни» июня 1995-го. Верх стены увенчан металлическим «лавровым венком». По обе стороны от памятника разбиты клумбы с цветами.
- Группа памятников на территории больничного комплекса в память о трагических событиях 1995 года.
- Бюст А. С. Пушкина. К 200-летию со дня рождения поэта, являющегося ровесником Будённовска, главой администрации города был привезён и установлен на центральной части улицы Пушкинской каменный бюст.
- Скульптурный фонтан «Анастасия» на рыночке ул. Октябрьской — поставлен любящим отцом в честь дочери.
- Памятник «Моему первому учителю» за зданием городской администрации[1].
- Памятная стела с барельефом Героя Советского Союза полковника пограничной службы Никиты Фёдоровича Карацупы была установлена 5 октября 2009 г. по завершении II чемпионата России по кинологии, чей кубок носит имя Карацупы, прославившегося своими рейдами против нарушителей границы, во время которых использовались обученные собаки[2].
- Мемориал фронтовикам-пограничникам, павшим в годы Великой Отечественной войны. На памятных досках — списки имён. Доски установлены на кирпичной стене, символизирующей нерушимость государственной границы России. Открыт в парке близ Казанского храма 9 мая 2010 года в день 65-летия Победы[3].